# Kostel svatého Václava (Branišov)
Kostel svatého Václava je farní kostel v římskokatolické farnosti Branišov - Větrný Jeníkov, nachází se na východním okraji vesnice Branišov v areálu hřbitova. Kostel je jednolodní barokní stavba s trojbokým závěrem a věží na čelní straně. Kostel je v rámci areálu chráněn spolu s plochou hřbitova, márnicí, ohradní zdí hřbitova a dvojicí bran na hřbitov jako kulturní památka České republiky.

## Historie
Kostel v Branišově je poprvé písemně doložen v roce 1352. Zdejší fara byla pod patronátem želivského kláštera. Později, během husitských válek, se farnost a kaple, která stála na místě nynějšího kostela, stala součástí farnost Úsobí.
Mezi roky 1749 a 1751 byl postaven nový barokní kostel svatého Václava, stavitelem měl být Anselm Martin Lurago, farářem v nově obnovené farnosti byl František Felix Procházka. Kostel byl vysvěcen 20. září 1751. Kostel byl mezi lety 1750 a 1778 drobně opravován a udržován, tak je tomu až do roku 1865. Jedinou výjimkou byla oprava po požáru, který byl způsoben úderem blesku do věže dne 15. května 1827, shořela střecha, varhany a oltář a kostelní zvony byly roztaveny. Střecha byla nově pokryta šindelem a 17. listopadu 1834 byly pořízeny nové zvony, byly nazvány Václav a Michael.
Během první světové války byly oba zvony rekvírovány, po válce pak byly pořízeny zvony nové, které byly pojmenovány stejně. Během druhé světové války pak byl odvezen pouze zvon se jménem Václav, ten již nebyl nově na věž navrácen.
Roku 1951 pak byl kostel opraven výrazněji, byla vyměněna krytina střechy, další výměna krytiny pak proběhla již v roce 1971, kdy byla položena krytina z plechu. Roku 1983 byla opravena ohradní zeď hřbitova, v roce 1994 pak byl kostel drobně opraven, byla nově nalíčena vnější fasáda kostela. Později došlo k několika drobnějším opravám a až v roce 2002 došlo k opravě bran do areálu. Roku 2008 byla sepsána petice branišovských občanů za to, aby došlo k záchraně kulturních památek farnosti Branišov a v témže roce pak byly opraveny omítky márnice a hřbitovní zdi a byly sanovány základy. V roce 2009 byly rekonstruovány varhany, v roce 2010 pak dřevěné části kruchty.
V roce 2013 proběhl v kostele a areálu hřbitova archeologický průzkum, při kterém bylo v kostele nalezeno 28 kosterní ostatků a mlecí kámen, kterým se mlela železná ruda či stříbro, ten pochází z 13. století.

## Galerie

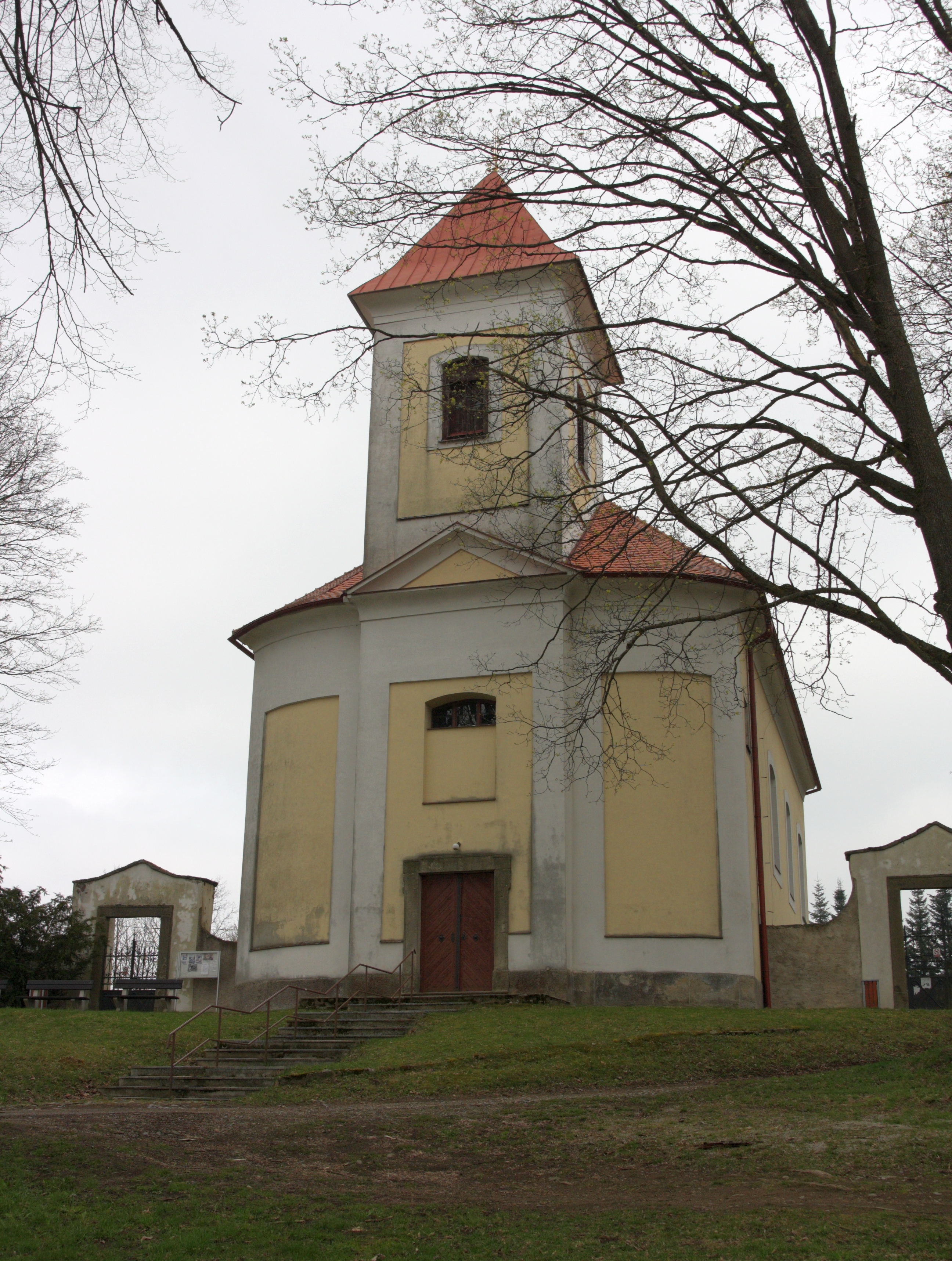
západní průčelí
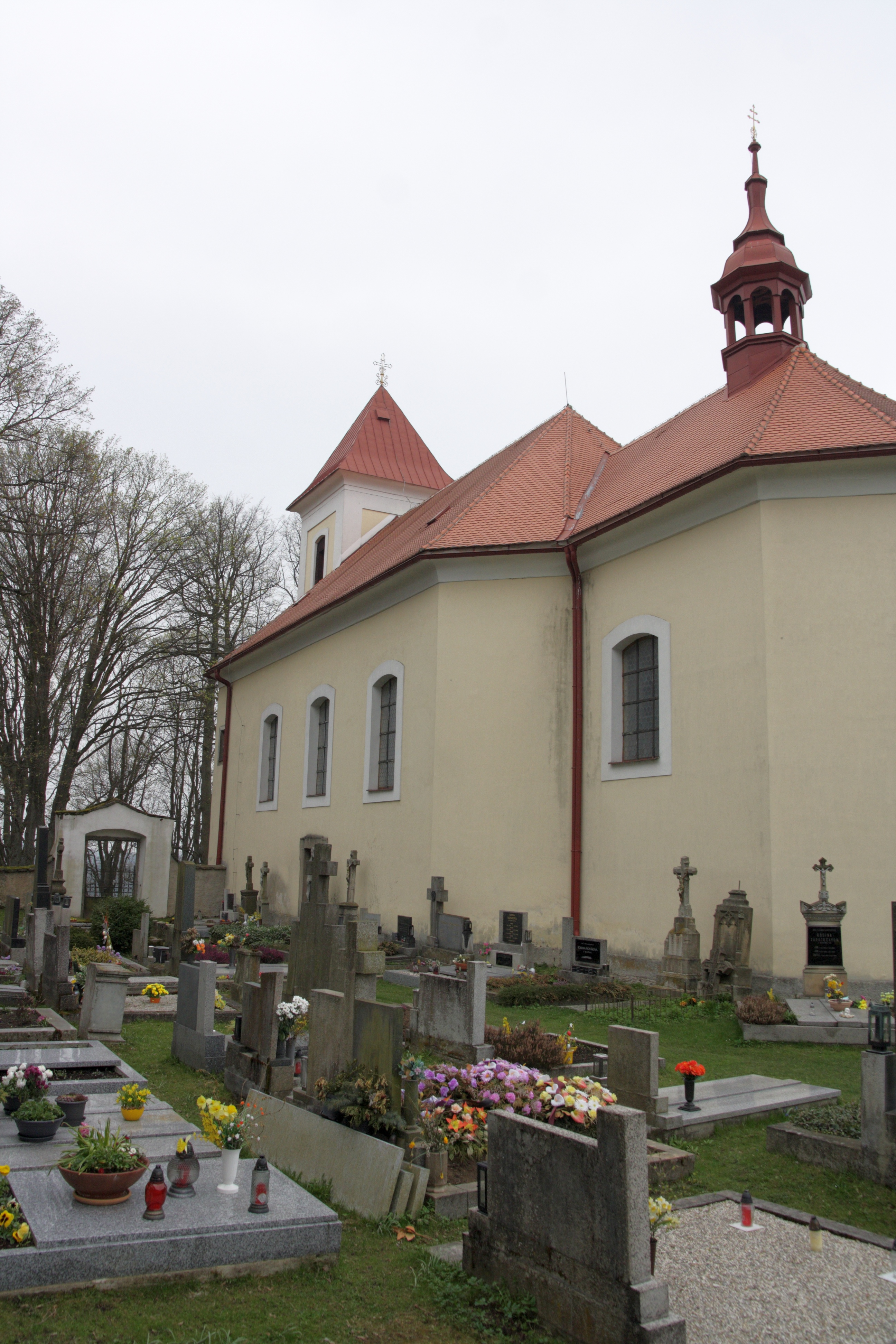
hřbitov kolem kostela
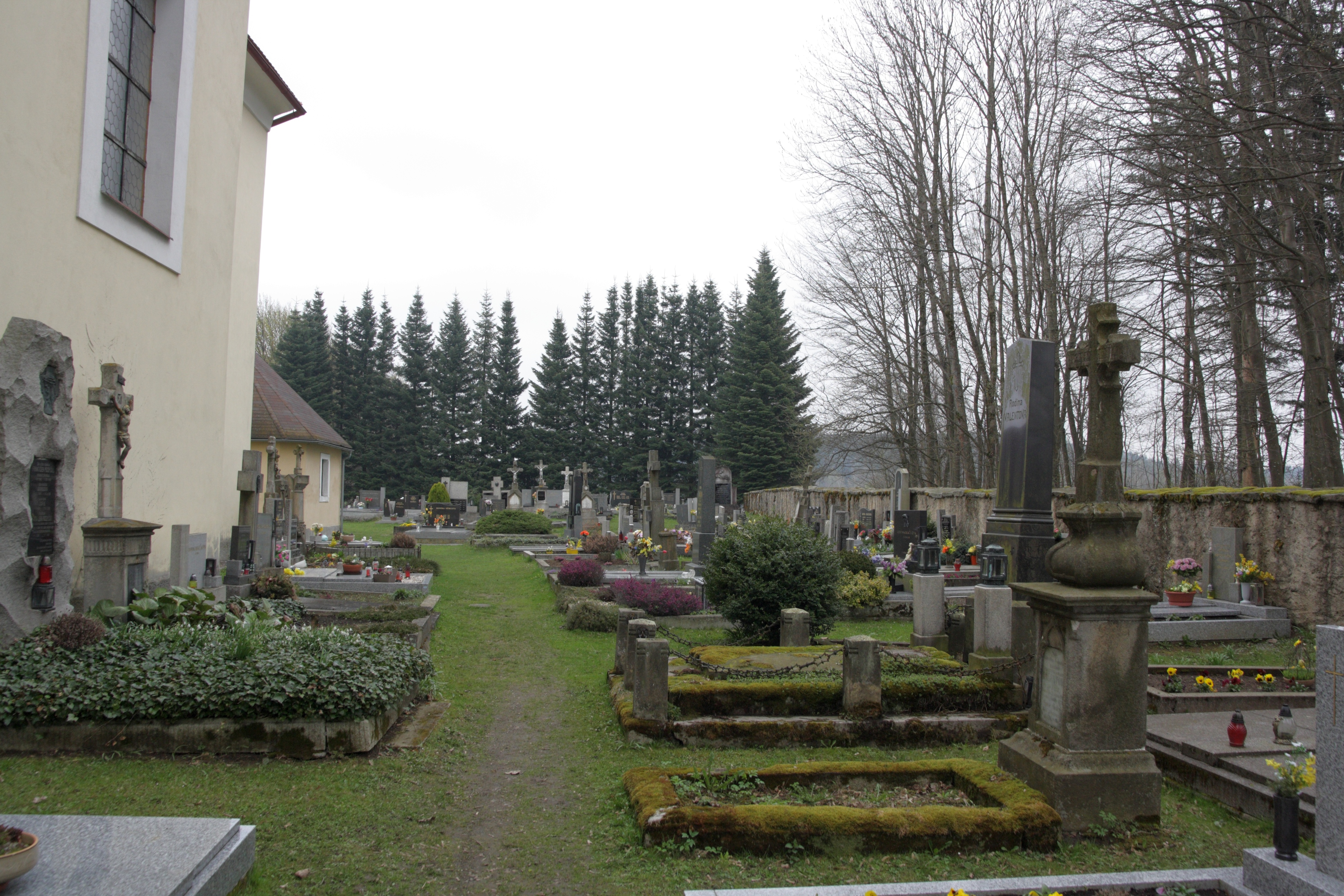
hřbitov kolem kostela